# San Lorenzo de Tormes
San Lorenzo de Tormes es un municipio de España perteneciente a la provincia de Ávila, en la comunidad autónoma de Castilla y León. Forma parte de la comarca de El Barco de Ávila-Piedrahíta y del partido judicial de Piedrahíta y está situado a los pies de la vertiente norte de la sierra de Villafranca. En 2017 contaba con una población de 36 habitantes.
Tiene un anejo: Vallehondo.

## Símbolos
El escudo heráldico y la bandera que representan al municipio fueron aprobados oficialmente el 10 de mayo de 2007. El escudo se blasona de la siguiente manera:

«Escudo de forma española, de gules, una parrilla de oro acompañada de dos palmas de oro, faja ondada y bajada, de ondas de plata y azur, al timbre, corona real de España.»
Boletín Oficial de Castilla y León nº 98 de 22 de mayo de 2007

La descripción textual de la bandera es la siguiente:

«Bandera: tercia al batiente triple, de proporción 1:2 Roja o gules al asta, con una parrilla amarilla u oro en su centro; al batiente, tres franjas horizontales de igual tamaño, blanca o plata la superior e inferior y azul o azur la central.»
Boletín Oficial de Castilla y León nº 98 de 22 de mayo de 2007

## Geografía
Ubicación
Integrado en la comarca de El Barco de Ávila - Piedrahíta, se sitúa a 82 km de la capital provincial. El término municipal está atravesado por la carretera N-110 entre los pK 332 y 333, además de por una carretera local que une El Barco de Ávila con La Horcajada. 
El relieve está caracterizado por los valles del río Tormes y del arroyo Caballeruelo, su afluente, y por algunas de las zonas montañosas que lo limitan, como el Risco de la Encina al norte y la Cuerda de Montenegro al sur. La altitud oscila entre los 1320 m al norte y los 970 m a orillas del río Tormes. El pueblo se alza a 1031 m sobre el nivel del mar.
| Noroeste: El Losar del Barco                  | Norte: La Horcajada       | Noreste: Santa María de los Caballeros                        |
| Oeste: El Losar del Barco y El Barco de Ávila |                           | Este: Santa María de los Caballeros                           |
| Suroeste: El Barco de Ávila                   | Sur: Los Llanos de Tormes | Sureste: Santa María de los Caballeros y Los Llanos de Tormes |

## Historia
El dato  más antiguo corresponde al del alarde del duque de Alba, que a su vez recibió mandato de los Reyes Católicos en el año 1494 y en el cual figuran un Gonzalo de Hontanares y un Alonso García de Hontanares como caballeros de armas a caballo de las tierras del Barco, a los cuales se honra en una placa conmemorativa en la plaza principal del pueblo.
Hacia el año 1517, San Lorenzo de Balvellido lo conformaban 50 habitantes, perteneciendo al Ayuntamiento de Encinares hasta mediados del siglo XIX,
Hontanares, El Mojón y El Santo, poblados de la época, son abandonados y parte de sus pobladores se instalan en San Lorenzo, Vallejohondo y Encinares.
No es hasta mediados del siglo XIX que se constituye jurisdiccional y eclesiásticamente en el Concejo y Parroquia respectivamente.
Hasta la reforma de la nomenclatura municipal de 1916 el municipio se llamaba simplemente San Lorenzo. En dicha fecha su nombre fue modificado por el de San Lorenzo de Tormes.

## Demografía
San Lorenzo de Tormes cuenta con una población de 30 habitantes (INE 2024).
| Gráfica de evolución demográfica de San Lorenzo de Tormes entre 1857 y 2021 |
| |
| Población de derecho según los censos de población del INE. Población de hecho según los censos de población del INE.En este censo se denominaba San Lorenzo y Vallehondo: 1857. En estos censos se denominaba San Lorenzo: 1860, 1877, 1887, 1897, 1900 y 1910. Entre el censo de 1857 y el anterior, aparece este municipio porque se segrega del municipio Encinares. |